# Grande Pântano Negro

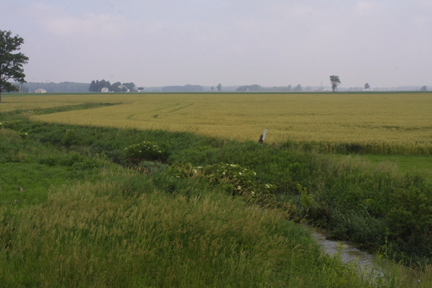
Vista de um limite do antigo Great Black Swamp

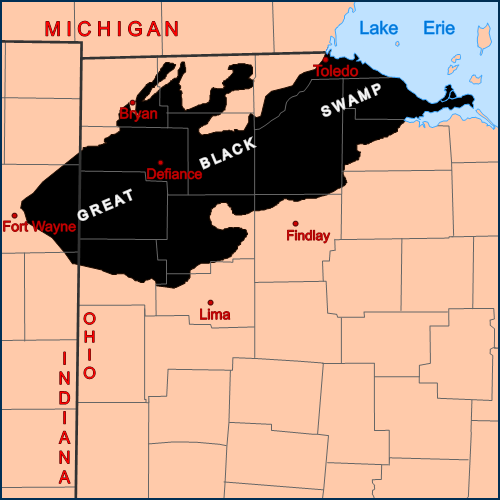
Etensão do Great Black Swamp antes do século XIX

O Grande Pântano Negro, ou simplesmente Pântano Negro (em inglês:  Great Black Swamp ou Black Swamp) era um território pantanoso formado por um glaciar localizado no noroeste do Ohio, Estados Unidos da América, que se estendia até ao Indiana, que existiu entre o final da glaciação do Wisconsin e o final do século XIX. O território consistia em grandes territórios húmidos e pantanosos interrompidos por pequenos períodos por alguns espaços secos, e ocupava grande parte do que é hoje o rio glaciar Maumee, até à sua foz na Baía de Maumee, no Lago Erie. Todo o território foi drenado pelo homem na segunda metade do século XIX e tornou-se habitável. Hoje em dia muitas quintas surgiram no que era este pântano.
As fronteiras históricas situam-se nos rios Maumee, Auglaize e Portage, no noroeste de Ohio. Os limites foram inicialmente determinados pelas grandes praias de areia criadas naturalmente nos lagos Maumee e Whittlesey há muitos milénios, após o recuo do gelo. Estenderam-se até New Haven, no Indiana, a oeste, a Toledo e Sandusky, no Ohio, a leste. Outras vias navegáveis que definem total ou completamente os limites atuais são os rios Sandusky, Ottawa, Tiffin e Blanchard.
O vasto pântano era uma rede de florestas, zonas húmidas e prados. Nas zonas mais baixas e planas, propensas a inundações permanentes, predominantes florestas pantanosas caducas, caracterizadas especialmente por espécies de cinzas, olmo, algodão e sycamore. Em áreas ligeiramente mais altas com algum relevo topográfico e melhor drenagem, faia, bordos, "basswood", e outras espécies mais mesicas eram dominantes. Em cumes elevados e morainas com boa drenagem,  espécies mais xéricas, especialmente carvalho e "hickory", eram dominantes. A área continha zonas húmidas não florestais, particularmente pântanos e pradarias húmidas, com os pântanos a serem particularmente extensos ao longo da costa do Lago Erie a leste de Toledo.